# Esanbe Hanakita Kojima
Esanbe Hanakita Kojima (jap. エサンベ鼻北小島) – nieistniejąca już wyspa położona na północ od Sarufutsu. Nie jest znane, kiedy i w jaki sposób zniknęła.

## Historia
Najstarsze mapy na której zaznaczono istnienie wyspy pochodzą z lat 90. XX wieku. Wyspa jest także pamiętana przez lokalnych rybaków, którzy wspominają o niej jako istniejącej przynajmniej od lat 80. Wyspa wznosiła się na wysokość około 1,4 metra na poziom wody.
Wyspa, wraz z 157 podobnymi wysepkami, została oficjalnie nazwana w 2014. Dokonano tego w celu wykorzystania jej do poszerzenia japońskich wód terytorialnych. Łącznie wokół Japonii istnieje około 500 wysp i wysepek, które użyte są do wyznaczenia granic japońskich wód terytorialnych.
Zniknięcie wyspy zostało odkryte przez Hiroshiego Shimizu, autora książki „Hito-zukan” („Album o ukrytych wyspach”), który 1 września 2018 odwiedził Sarufutsu w ramach zbierania materiału na kontynuację jego książki. Zdjęcia satelitarne pokazują, że w miejscu, w którym znajdowała się wyspa, położona jest teraz kamienna ławica.
Japońska Straż Przybrzeżna (海上保安庁 Kaijō Hoan-chō) uważa, że wyspa mogła zniknąć z powodu erozji spowodowanej przez fale i dryfujący lód. Nie wiadomo dokładnie, kiedy do tego doszło.
Zniknięcie wyspy spowoduje zmniejszenie japońskich wód terytorialnych na północ od byłej wyspy o 500 metrów.